# Источники по истории Африки
Среди источников по древней и средневековой истории Африки можно выделить три основные категории: устные, вещественные и письменные.

## Устные источники

поющие гриоты

Существование отлаженного механизма передачи информации о прошлом является характерной чертой бесписьменных обществ. Ключевым элементом передаваемой информации является сведения о традиционных правителях, совершённых ими завоевательных походах, проведённых ими реформах и пр. Как правило, при традиционном правителе был специальный назначенец, отвечающий за функции хранения и передачи устной информации. В Западной Африке эти же функции часто исполняли гриоты (бродячие певцы). В качестве примера долго хранящейся устной исторической традиции можно привести «Хронику Кано», обнаруженную в начале XX в. и записанную в середине XIX в. Однако, события, отображённые в ней, охватывают период с начала X в. и до начала XX в.

## Вещественные источники
В связи с особенностями климата (пустынные области или области влажных тропических лесов), вещественные источники плохо сохраняются.
Однако из раскопанных артефактов интересным является китайская (эпохи Мин) и арабская керамика XII—XV веков, обнаруженная в Восточной Африке и в Северо-Восточной Африке: в Египте, Эфиопии, Кении и Танзании.

## Письменные источники
Для Африки характерно наличие небольшого количества внутренних письменных источников, и преобладание внешних письменных источников.

### Внутренние письменные источники
Наличие небольшого количества внутренних письменных источников связано не только с тем, что многие общества до начала XX в. оставались бесписьменными: одни письменные источники не выдержали климатических условий, другие уничтожались людьми. Так например, многие записанные исторические предания хаусанских городов-государств при Усмане дан Фодио были уничтожены. Эту же участь постигли письменные источники, находящиеся в библиотеке Тимбукту (Сонгаи), после захвата государственного образования в 1591 г. султаном Марокко. В XV в. Тимбукту был одним из главных центров исламского учения в Западной Африке. В библиотеке содержались религиозные тексты, которые были либо вывезены в Марокко, либо сожжены. Учёные, кстати, также были вывезены в Марокко или убиты.
Некоторые этносы, проживающие на территории современного Камеруна (вай, менде, бамум), использовали систему пиктографического письма слогового типа для фиксирования исторических преданий и торговых сделок. Однако эти записи не сохранились до сегодняшнего дня.
Наиболее древние внутренние письменные источники — на языке геэз (II в. до н. э.) — надписи на топоре царя Герады, на каменных тронах.
К IV—VI вв. относятся надписи на каменных стелах в Аксуме.
В средневековой Эфиопии были созданы хроники.

### Внешние письменные источники
Что касается внешних источников по истории Африки южнее Сахары, то самые ранние из них относятся к XVI веку до н. э. и находятся на погребальном храме царицы Хатшепсут в Дар-аль-Бахри (к западу от Фив). Надписи, высеченные на стене храма, повествуют о путешествии в Пунт, организованного по приказу царицы Хатшепсут.
Территория Пунта — это, по разным данным, либо Африканский рог, либо Суданское побережье Красного моря. Кроме Пунта, в надписях упомянуты другие чужеземные страны, отдельные народы и их божества.

#### Античные источники

карта Геродота, где Африка названа Ливией

Ранние античные источники описывают только северо-восточные области Африки. В «Истории» Геродота (V века до н. э.) повествуется об областях Африки к северу от экватора. Эти сведения автор собрал в 50-40-е голах V века до н. э. в Кирене и в Египте. Впервые Африка описывается как континент, Геродот даёт схему расселения народов, описывает их материальную культуру, хозяйство, религию и пр. Впервые античный мир знакомится с Мероэ.

#### Арабские источники

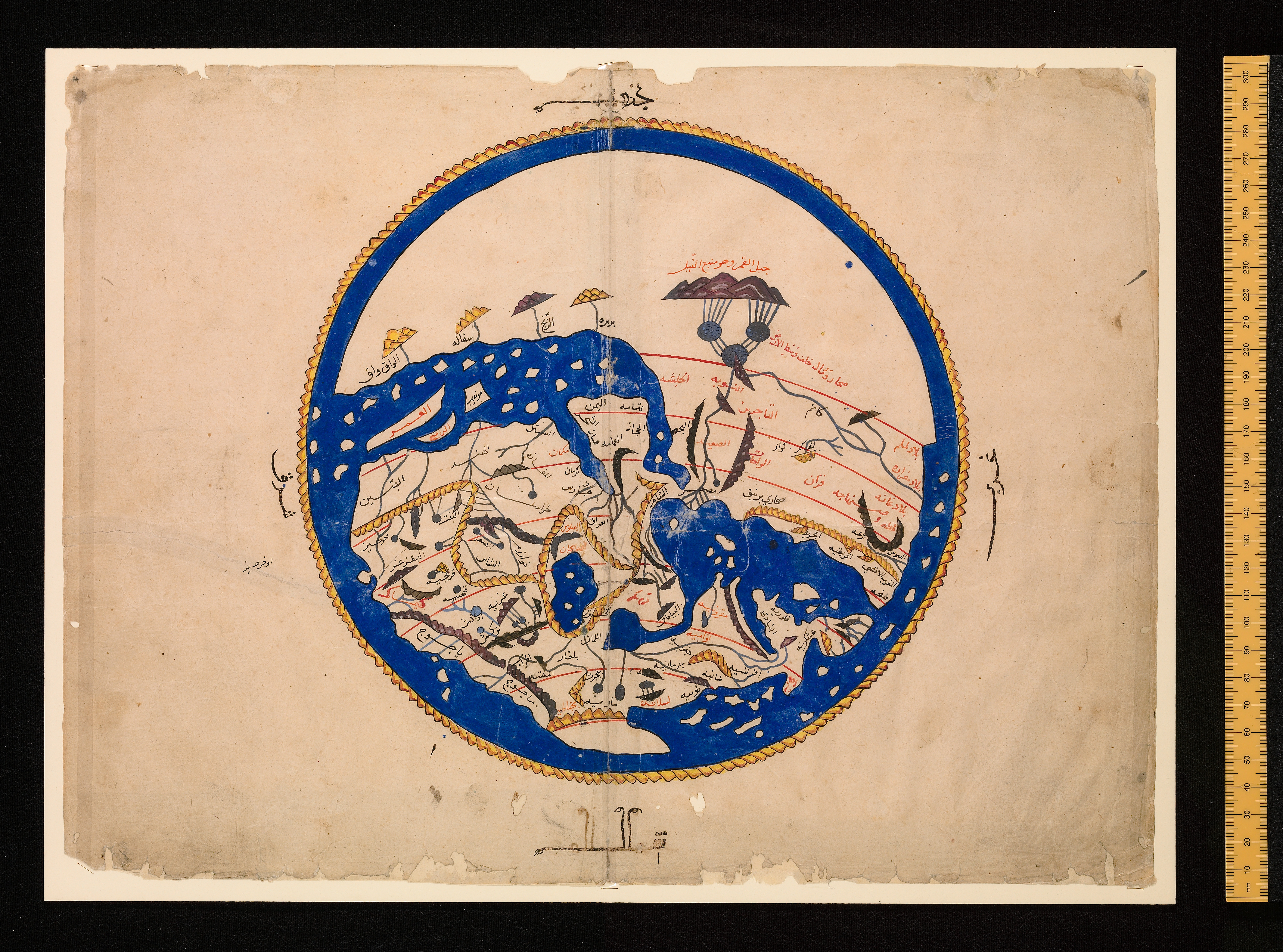
географическая карта Аль-Идриси. Африка расположена наверху

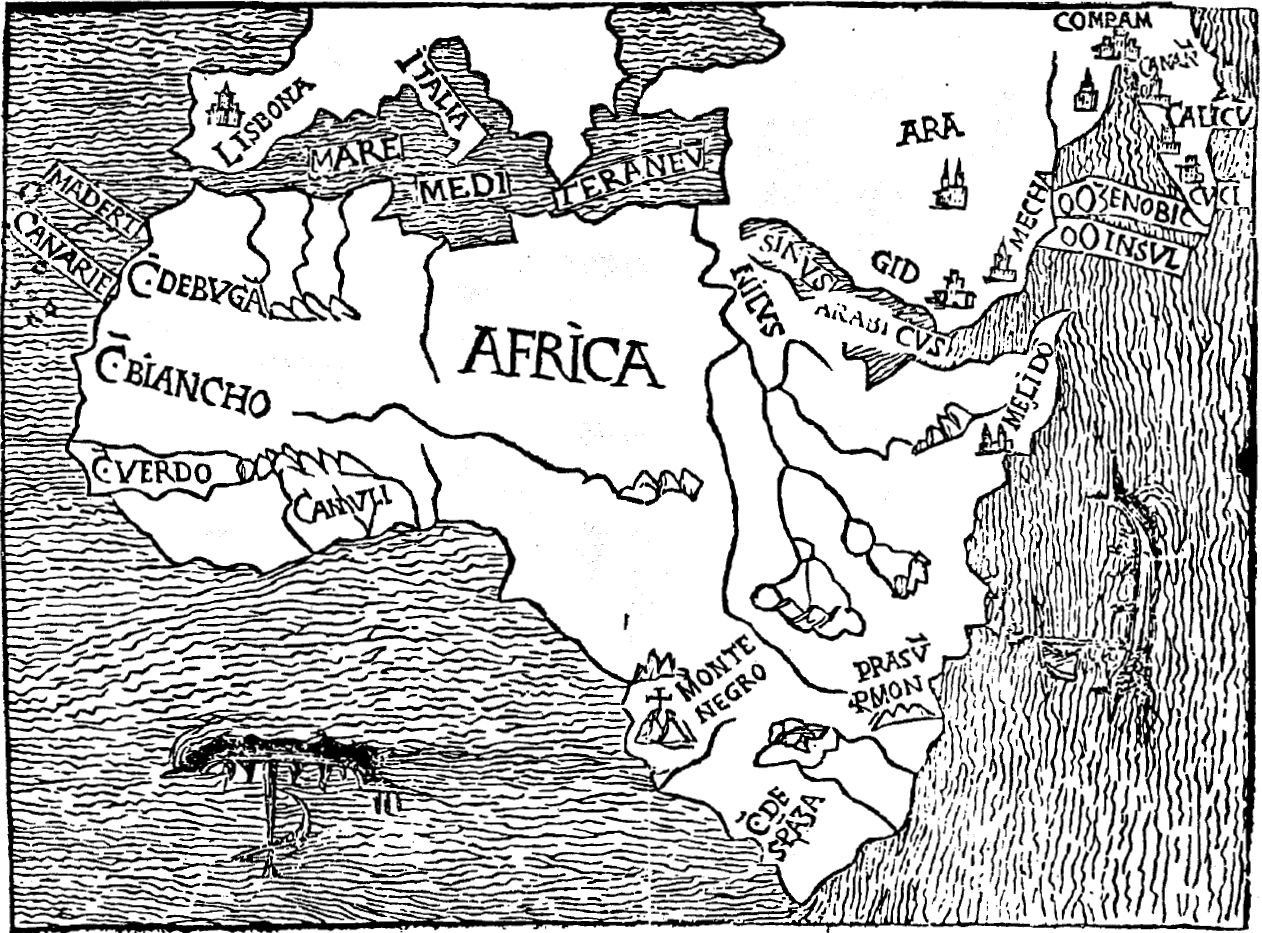
Карта Африки, 1508 год.

Арабские авторы в рамках существующей традиции составления дорожных справочников, в которые также включались сведения по этнографии и экономике, оставили существенное количество сведений о северном, западном и восточном регионе африканского континента.
Наиболее ранее описания внутренних областей Африканского континента принадлежат Аль-Якуби, который в 70-х годах IX века совершил путешествие в Индию, затем в Египет. Информация об увиденном записана в «Книге стран», представляющий собой географический справочник маршрутов и полезных ископаемых. Область в верховьях Нила и Нубия названа страной беджа.
К X веку упоминания об Африке сделаны Аль-Масуди в книге «Промывальни золота и россыпи драгоценных камней» (области южного Египта и Нубии), Ибн Хаукалом в «Книга облика Земли», который лично побывал в Сиджильмасе и в Южном Марокко.
Сведения о событиях в Северо-Западной Африке, а также об средневековой Гане и Мали XI века оставлены Аль-Бекри в «Книге путей и государств».
В XII веке в книге «Развлечение тоскующего о странствии по областям» Аль-Идриси были собраны все сведения известные к тому времени об Африке, которые стали в тот период основным источником знаний об Африке не только в арабском мире, но и в Европе. К книге прилагалась карта, где Индийский океан был ошибочно изображён внутренним морем, а устье Нила было определено в Лунных горах. Такое представление, основанное на трудах Птолемея бытовало вплоть до открытий Ливингстона.
В 30-е годы XIV века Ибн Баттута, впервые из арабских авторов лично побывавший в Мали, а также на восточной побережье континента (в Могадишо, Килве и Момбасе) оставил обширные сведения об этнографии внутренних областей в книге «Подарок созерцающим относительно диковин городов и чудес путешествий».
На произведении Ибн Халдуна «Книга назиданий и сборник начал и сообщений о деяниях арабов, персов и берберов и тех, кто были их современниками из числа носителей высшей власти», долгое время находившегося в Западном Судане, основывается хронология правителей Мали.
Завершает традицию описаний Африки в средневековой арабоязычной литературе Лев Африканский, который между 1511 и 1515 годами дважды побывал в Западном Судане в составе марокканских посольств к местным дворам. В его книге «Об описании Африки и о примечательных вещах, которые там имеются» даётся информация, в том числе, о Сонгае и Борно.

### Европейские источники
Первые описания прибрежных областей Африки относятся к XV—XVI в., например — «История ангольских войн», «Удивительные приключения Э. Беттала», описывающие жизнь английского моряка прожившего более 30 лет на территории современной Анголы, «Хроника открытия Гвиней» придворного португальского хрониста Азурары. Ранние португальские попытки колонизации африканских берегов отражены в «Декалогии Азии» Барруша.
Источниками по истории работорговли служат отчёты капитанов и владельцев невольничьих судов.
К XVII—XIX вв. относятся записи, сделанные миссионерами, учёными и колониальными чиновниками.